# Олимпийский комитет Зимбабве
Олимпийский комитет Зимбабве (англ. Zimbabwe Olympic Committee) — организация, представляющая Зимбабве в международном олимпийском движении. Основан в 1934 году, официально зарегистрирован в МОК в 1980 году.
Штаб-квартира расположена в Хараре. Является членом Международного олимпийского комитета, Ассоциации национальных олимпийских комитетов Африки и других международных спортивных организаций. Осуществляет деятельность по развитию спорта в Зимбабве, а также развитию и защите олимпийского движения в стране, в соответствии с Олимпийской хартией. В состав Олимпийского комитета Зимбабве на добровольных началах входит 30 национальных спортивных ассоциаций.
В настоящее время комитет возглавляет Адмире Масенда, пост генерального секретаря занимает Анна Мгуни.